# Anne McCaffrey
Anne McCaffrey (Cambridge, Massachusetts, 1 de abril de 1926-Wicklow, 21 de noviembre de 2011) fue una escritora estadounidense de novelas y relatos de fantasía y ciencia ficción, conocida principalmente por su saga Los jinetes de dragones de Pern.
Fue la primera mujer en ganar un premio Hugo en 1968 (compartido con Philip José Farmer) y obtuvo el premio Nébula por uno de los relatos que forman parte de su libro El vuelo del Dragón. En 2005 fue reconocida con el premio Gran maestra Damon Knight Memorial, otorgado por la Asociación de escritores de ciencia ficción y fantasía de Estados Unidos.

## Publicaciones
Serie de Acorna
Escrita en conjunto con Margaret Ball y Elizabeth Ann Scarborough.
- Acorna: The Unicorn Girl
- Acorna's People
- The Unicorn Girl: The Illustrated Adventures
- Acorna's Quest
- Acorna's World
- Acorna's Search
- Acorna's Rebels
- Acorna's Triumph

Antologías
- Get Off The Unicorn
- The Girl Who Heard Dragons
- Alchemy & Academe
- A Gift of Dragons
- Serve it Forth: Cooking with Anne McCaffrey

Serie Brain & Brawn Ship
Escrita en conjunto con Margaret Ball, Mercedes Lackey, S.M. Stirling, y Jody Lynn Nye.
- The Ship Who Sang
- Partnership
- The Ship Who Searched
- The City Who Fought
- The Ship Who Won
- The Ship Avenged
- Brain Ships
- The Ship Who Saved the Worlds
- The City and the Ship

Serie Crystal Singer
- Crystal Singer
- Killashandra
- Crystal Line

Serie Dinosaur Planet
Escrita en conjunto con Jody Lynn Nye y Elizabeth Moon.
- Dinosaur Planet Survivors
- Dinosaur Planet
- Sassinak
- The Death of Sleep
- Generation Warriors
- The Planet Pirates
- The Mystery of Ireta

Serie de Doona
Escrita en conjunto con Jody Lynn Nye.
- Doona
- Decision at Doona
- Crisis On Doona
- Treaty at Doona

Serie de Freedom
- Freedom's Landing
- Freedom's Choice
- Freedom's Challenge
- Freedom's Ransom

Novelas ambientadas en Pern
- Moreta: Dragonlady of Pern
- The Chronicles of Pern: First Fall
- Nerilka's Story
- Dragonsdawn
- The Renegades of Pern
- All The Weyrs Of Pern
- The Dolphins of Pern
- Dragonseye
- The Masterharper of Pern
- The Skies of Pern
- Dragon's Kin

Trilogía de Pern
- Dragonflight , Rapp & Whiting 1969
- The White Dragon , Ballantine (Reissue) 1981
- Dragonquest , Corgi Adult 1982

Compilaciones de Pern
- Dragonriders of Pern
- On Dragonwings